# Đội tuyển bóng chuyền nữ quốc gia Nhật Bản
Đội tuyển bóng chuyền nữ quốc gia Nhật Bản (Hinotori Nippon, 火の鳥NIPPON), là đội tuyển đứng thứ 6 trên bảng xếp hạng của FIVB. Hiện tại, huấn luyện viên trưởng là Nakada Kumi.
Một trong những thành công lớn nhất là vào Thế vận hội Mùa hè 1964 ở Tokyo, khi họ đã đánh bại đối thủ rất mạnh là Liên Xô trên đường đến với huy chương vàng. Nhật Bản là đủ điều kiện tham dự Thế vận hội Mùa hè 2004 sau  chiến thắng ở vòng loại được tổ chức từ 8 tháng 5 đến 16 tháng 5 tại Tokyo.
Sau gần ba thập kỷ không giành được huy chương ở Thế vận hội, Nhật Bản đã giành huy chương đồng sau khi đánh bại Hàn Quốc tại Thế vận hội Mùa hè 2012.

## Lịch sử

### Thế Vận Hội London 2012
Nhật Bản đủ điều kiện tham dự Thế vận hội Mùa hè 2012 và là đội tuyển Châu Á thi đấu tốt nhất tại vòng loại. Trong thế Vận hội 2012, Nhật Bản nằm cùng một nhóm với Liên Bang Nga, Ý, Cộng Hòa Dominica, chủ nhà Anh và Algeria. Nhật kết thúc ở vị trí thứ 3 trong nhóm. Trong trận tứ kết, Nhật Bản đối mặt với đối thủ cùng đến từ Châu Á là Trung quốc. Saori Kimura và Yukiko Ebata đã ghi tới 33 điểm trong trận đấu hấp dẫn mà Trung quốc đã bị đánh bại với tỉ số 3-2. Đây cũng là lần đầu tiên họ thắng Trung quốc sau 11 năm tại các giải đấu do FIVB tổ chức. Vào ngày 9 tháng 8 năm 2012, Nhật Bản đã thất bại trước nhà đương kim vô địch Brazil tại bán kết. Ngày 11 tháng 8 năm 2012,  Nhật Bản đã đánh bại Hàn Quốc 3-0 trong trận đấu tranh huy chương đồng. Đó là huy chương Olympics đầu tiên cho bóng chuyền Nhật Bản, kể từ Thế vận hội mùa hè 1984. Vào ngày 13 tháng 8 năm 2012, Đội đã được xếp hạng 3 trên bảng xếp hạng  thế giới phía sau Đội tuyển bóng chuyền nữ quốc gia Hoa Kỳ và Đội tuyển bóng chuyền nữ quốc gia Brazil.

### 6 lần chiến thắng tại các giải Thế giới
| Năm    | Cuộc thi               | Chủ nhà  | Á quân  | Hạng 3   |
| ------ | ---------------------- | -------- | ------- | -------- |
| 1962 # | 4th World Championship | Liên Xô  | Liên Xô | Ba Lan   |
| 1964 # | Tokyo Olympics Games   | Nhật Bản | Liên Xô | Ba Lan   |
| 1967 # | 5th World Championship | Nhật Bản | Hoa Kỳ  | Hàn Quốc |
| 1974 & | 7th World Championship | Mê hi cô | Liên Xô | Hàn Quốc |
| 1976 & | Montreal Olympic Games | Canada   | Liên Xô | Hàn Quốc |
| 1977 & | 2nd World Cup          | Nhật Bản | Cuba    | Hàn Quốc |

## Kết quả

### Quốc tế

#### Thế vận hội
- 1964 –  Huy chương vàng
- 1968 –  Huy chương bạc
- 1972 –  Huy chương bạc
- 1976 –  Huy chương vàng
- 1984 –  Huy chương đồng
- 1988 – Hạng 4
- 1992 – Hạng 5
- 1996 – Hạng 9
- 2004 – Hạng 5
- 2008 – Hạng 5
- 2012 –  Huy chương đồng
- 2016 – Hạng 5
- 2020 – Hạng 10

#### World Championship
- 1960 –  Huy chương bạc
- 1962 –  Huy chương vàng
- 1967 –  Huy chương vàng
- 1970 –  Huy chương bạc
- 1974 –  Huy chương vàng
- 1978 –  Huy chương bạc
- 1982 – Hạng 4
- 1986 – Hạng 7
- 1990 – Hạng 8
- 1994 – Hạng 7
- 1998 – Hạng 8
- 2002 – Hạng 13
- 2006 – Hạng 6
- 2010 –  Huy chương đồng
- 2014 – Hạng 7
- 2018  – Hạng 6

#### World Cup
- 1973 –  Huy chương bạc
- 1977 –  Huy chương vàng
- 1981 –  Huy chương bạc
- 1985 – Hạng 4
- 1989 – Hạng 4
- 1991 – Hạng 7
- 1995 – Hạng 6
- 1999 – Hạng 6
- 2003 – Hạng 5
- 2007 – Hạng 7
- 2011 – Hạng 4
- 2015 – Hạng 5

#### FIVB World Grand Prix
- 1993 – Hạng 6
- 1994 – Hạng 4
- 1995 – Hạng 7
- 1996 – Hạng 8
- 1997 – Hạng 4
- 1998 – Hạng 7
- 1999 – Hạng 7
- 2000 – Hạng 8
- 2001 – Hạng 6
- 2002 – Hạng 5
- 2003 – Hạng 9
- 2004 – Hạng 9
- 2005 – Hạng 5
- 2006 – Hạng 6
- 2007 – Hạng 9
- 2008 – Hạng 6
- 2009 – Hạng 6
- 2010 – Hạng 5
- 2011 – Hạng 5
- 2012 – Hạng 9
- 2013 – Hạng 4
- 2014 –  Huy chương bạc
- 2015 – Hạng 6
- 2016 – Hạng 9

#### Montreux Volley Masters
- 2009 – Hạng 7
- 2010 – Hạng 7
- 2011 –  Huy chương vàng
- 2013 – Hạng 5
- 2014 – Hạng 6
- 2015 –  Huy chương bạc

### Khu vực

#### Đại hội Thể thao Châu Á
- 1962 –  Huy chương vàng
- 1966 –  Huy chương vàng
- 1970 –  Huy chương vàng
- 1974 –  Huy chương vàng
- 1978 –  Huy chương vàng
- 1982 –  Huy chương bạc
- 1986 –  Huy chương bạc
- 1990 –  Huy chương đồng
- 1994 –  Huy chương đồng
- 1998 –  Huy chương đồng
- 2002 –  Huy chương đồng
- 2006 –  Huy chương bạc
- 2010 – Hạng 6
- 2014 – Hạng 4

#### Vô Địch Châu Á
- 1975 –  Huy chương vàng
- 1979 –  Huy chương bạc
- 1983 –  Huy chương vàng
- 1987 –  Huy chương bạc
- 1989 –  Huy chương đồng
- 1991 –  Huy chương bạc
- 1993 –  Huy chương bạc
- 1995 –  Huy chương đồng
- 1997 –  Huy chương đồng
- 1999 –  Huy chương đồng
- 2001 – hạng 4
- 2003 –  Huy chương bạc
- 2005 –  Huy chương đồng
- 2007 –  Huy chương vàng
- 2009 –  Huy chương đồng
- 2011 –  Huy chương bạc
- 2013 –  Huy chương bạc
- 2015 –hạng 6
- 2017 - [chưa xác định]

### Asian cup
- 2008 — hạng 4
- 2010 — hạng 4
- 2012 — hạng 5
- 2014 — hạng 4
- 2016 — hạng 4

## Đội

### Đội hình hiện tại
Sau đây là danh sách của các vận động viên Giới Grand Prix 2017.
Huấn luyện viên trưởng: Kumi Nakada
| Số | Tên              | Ngày sinh (tuổi)  | Chiều cao           | Cân nặng       | Nhảy đập        | Nhảy chắn       | Câu lạc bộ năm 2017        |
| -- | ---------------- | ----------------- | ------------------- | -------------- | --------------- | --------------- | -------------------------- |
| 2  | Sarina Koga      | 21 tháng 5, 1996  | 1,80 m (5 ft 11 in) | 66 kg (146 lb) |                 |                 | NEC Red Rockets            |
| 3  | Nana Iwasaka     | 3 tháng 7, 1990   | 1,87 m (6 ft 2 in)  | 76 kg (168 lb) |                 |                 | Hisamitsu Springs          |
| 4  | Risa Shinnabe    | 11 tháng 7, 1990  | 1,73 m (5 ft 8 in)  | 64 kg (141 lb) |                 |                 | Hisamitsu Springs          |
| 6  | Haruka Miyashita | 1 tháng 9, 1994   | 1,77 m (5 ft 10 in) | 61 kg (134 lb) | 298 cm (117 in) | 272 cm (107 in) | Okayama Seagulls           |
| 7  | Yuki Ishii       | 8 tháng 5, 1991   | 1,80 m (5 ft 11 in) | 68 kg (150 lb) | 302 cm (119 in) | 286 cm (113 in) | Hisamitsu Springs          |
| 8  | Arisa Sato (L)   | 18 tháng 7, 1989  | 1,64 m (5 ft 5 in)  | 52 kg (115 lb) | 275 cm (108 in) | 266 cm (105 in) | Hitachi Rivale             |
| 9  | Haruyo Shimamura | 4 tháng 3, 1992   | 1,82 m (6 ft 0 in)  | 79 kg (174 lb) | 299 cm (118 in) | 290 cm (110 in) | NEC Red Rockets            |
| 10 | Koyomi Tominaga  | 1 tháng 5, 1989   | 1,76 m (5 ft 9 in)  | 67 kg (148 lb) |                 |                 | Ageo Medics                |
| 11 | Yurie Nabeya     | 15 tháng 12, 1993 | 1,76 m (5 ft 9 in)  | 57 kg (126 lb) | 302 cm (119 in) | 285 cm (112 in) | Denso Airybees             |
| 12 | Miya Satō        | 7 tháng 3, 1990   | 1,74 m (5 ft 9 in)  | 61 kg (134 lb) |                 |                 | Hitachi Rivale             |
| 13 | Mai Okumura      | 31 tháng 10, 1990 | 1,77 m (5 ft 10 in) | 66 kg (146 lb) |                 |                 | JT Marvelous               |
| 14 | Ayaka Matsumoto  | 26 tháng 12, 1988 | 1,88 m (6 ft 2 in)  | 71 kg (157 lb) |                 |                 | Ageo Medics                |
| 16 | Risa Ishii       | 19 tháng 5, 1990  | 1,79 m (5 ft 10 in) | 65 kg (143 lb) |                 |                 | Denso Airybees             |
| 17 | Misaki Tanaka    | 28 tháng 11, 1991 | 1,73 m (5 ft 8 in)  | 61 kg (134 lb) |                 |                 | JT Marvelous               |
| 18 | Mami Uchiseto    | 25 tháng 10, 1991 | 1,71 m (5 ft 7 in)  | 70 kg (150 lb) |                 |                 | Hitachi Rivale             |
| 19 | Mari Horikawa    | 3 tháng 5, 1992   | 1,83 m (6 ft 0 in)  | 70 kg (150 lb) |                 |                 | Toray Arrows               |
| 20 | Mako Kobata (L)  | 15 tháng 8, 1992  | 1,64 m (5 ft 5 in)  | 55 kg (121 lb) |                 |                 | JT Marvelous               |
| 21 | Kotoe Inoue (L)  | 15 tháng 2, 1990  | 1,62 m (5 ft 4 in)  | 53 kg (117 lb) |                 |                 | JT Marvelous               |
| 23 | Rika Nomoto      | 21 tháng 9, 1991  | 1,80 m (5 ft 11 in) | 73 kg (161 lb) |                 |                 | Hisamitsu Springs          |
| 24 | Mizuki Tanaka    | 28 tháng 1, 1996  | 1,70 m (5 ft 7 in)  | 73 kg (161 lb) |                 |                 | JT Marvelous               |
| 25 | Saori Takahashi  | 9 tháng 12, 1992  | 1,77 m (5 ft 10 in) | 67 kg (148 lb) |                 |                 | Toyota Auto Body Queenseis |

### Đội hình cũ
- Năm 1994:

Huấn luyện viên trưởng: Tadayoshi Utsunomiya
| Số | Tên              | Ngày sinh | Chiều cao           | Câu lạc bộ năm 1994 |
| -- | ---------------- | --------- | ------------------- | ------------------- |
| 1  | Motoko Obayashi  | 15.06.67  | 182 cm (6 ft 0 in)  | Hitachi             |
| 2  | Aki Nagatomi     | 17.07.69  | 173 cm (5 ft 8 in)  | Hitachi             |
| 3  | Chie Natori      | 09.08.69  | 176 cm (5 ft 9 in)  | Daiei               |
| 4  | Mika Yamauchi    | 07.10.69  | 182 cm (6 ft 0 in)  | Daiei               |
| 6  | Tomoko Yoshihara | 04.02.70  | 179 cm (5 ft 10 in) | Hitachi             |
| 7  | Kiyoko Fukuda    | 04.08.70  | 178 cm (5 ft 10 in) | Hitachi             |
| 8  | Miho Murata      | 03.09.70  | 178 cm (5 ft 10 in) | Hitachi             |
| 9  | Asako Tajimi     | 26.02.72  | 179 cm (5 ft 10 in) | Hitachi             |
| 12 | Yumi Natta       | 12.07.69  | 161 cm (5 ft 3 in)  | Daiei               |
| 13 | Naomi Eto        | 12.07.72  | 186 cm (6 ft 1 in)  | Hitachi             |
| 16 | Maki Fujiyoshi   | 24.05.74  | 178 cm (5 ft 10 in) | Hitachi             |
| 17 | Miyuki Shimasaki | 13.10.74  | 178 cm (5 ft 10 in) | Hitachi             |
| 5  | Karuyo Matsukawa | 07.01.70  | 181 cm (5 ft 11 in) | Daiei               |
| 10 | Kumiko Sakamoto  | 13.12.72  | 177 cm (5 ft 10 in) | Daiei               |
| 14 | Minako Onuki     | 15.10.72  | 173 cm (5 ft 8 in)  | NEC                 |
| 15 | Miho Ota         | 27.10.73  | 179 cm (5 ft 10 in) | Hitachi             |
| 18 | Eiko Yasui       | 08.05.71  | 164 cm (5 ft 5 in)  | Kanagawa            |

- Thế vận hội 1996 — Hạng 9
Kaiyo Hoshini, Aki Nagatomi, Kazumi Nakamura, Chieko Nakanishi, Motoko Obayashi, Ikumi Ogake, Mika Saiki, Kiyomi Sakamoto, Asako Tajimi, Chiho Torii, Mika Yamauchi và Tomoko Yoshihara. Huấn luyện viên: Kuniaki Yoshida.
- 1999 FIVB World Cup — Hạng 6
Naomi Eto, Megumi Itabashi, Chikako Kumamae, Hitomi Mitsunaga, Junko Moriyama, Ikumi Ogake, Minako Onuki, Yuka Sakurai, Miki Sasaki, Hiromi Suzuki, Asako Tajimi và Hiroko Tsukumo. Huấn luyện viên: Nobushika Kuzuwa.
- 2002 World Championship — Hạng 14
Makiko Horai, Sachiko Kodama, Chikako Kumamae, Hisako Mukai, Kanako Naito, Minako Onuki, Ai Otomo, Kana Oyama, Yuko Sano, Sachiko Sugiyama, Miyuki Takahashi và Shinako Tanaka. Huấn luyện viên: Masahiro Yoshikawa.
- 2003 FIVB World Cup — Hạng 5
Tomoko Yoshihara, Chie Tsuji, Miki Sasaki, Kanako Omura, Yoshie Takeshita, Miyuki Takahashi, Makiko Horai, Yuko Sano, Sachiko Sugiyama, Saori Kimura, Kana Oyama và Megumi Kurihara. Huấn luyện viên: Shoichi Yanagimoto.
- 2004 Olympic Qualification Tournament — Hạng 1
Tomoko Yoshihara, Chie Tsuji, Ikumi Narita, Miki Sasaki, Kanako Omura, Yoshie Takeshita, Miyuki Takahashi, Sachiko Sugiyama, Ai Otomo, Kana Oyama, Megumi Kurihara và Saori Kimura. Huấn luyện viên: Shoichi Yanagimoto.
- 2004 Olympic Games — Hạng 5
Tomoko Yoshihara, Chie Tsuji, Ikumi Narita, Miki Sasaki, Kanako Omura, Yoshie Takeshita, Miyuki Takahashi, Sachiko Sugiyama, Ai Otomo, Kana Oyama, Megumi Kurihara và Saori Kimura. Huấn luyện viên: Shoichi Yanagimoto.
- 2005 FIVB World Grand Prix — Hạng 5
Erika Araki, Makiko Horai, Megumi Itabashi, Ayako Onuma, Ai Otomo, Yuka Sakurai, Miki Shimada, Kaoru Sugayama, Sachiko Sugiyama, Yoshie Takeshita, Miyuki Takahashi và Chie Yoshizawa. Huấn luyện viên: Shoichi Yanagimoto.
- 2008 Olympic Qualification Tournament — Hạng 3
Erika Araki, Miyuki Kano, Yuki Kawai, Saori Kimura, Megumi Kurihara, Kanako Omura, Yuka Sakurai, Yuko Sano, Miyuki Takahashi, Sachiko Sugiyama, Yoshie Takeshita và Asako Tajimi. Huấn luyện viên: Shoichi Yanagimoto.
- 2008 Olympic Games — Hạng 5
Erika Araki, Miyuki Kano, Yuki Kawai, Saori Kimura, Megumi Kurihara, Kanako Omura, Yuka Sakurai, Yuko Sano, Miyuki Takahashi, Sachiko Sugiyama, Yoshie Takeshita và Asako Tajimi. Huấn luyện viên: Shoichi Yanagimoto.
- 2010 World Championship — Hạng 3
Megumi Kurihara, Hitomi Nakamichi, Yoshie Takeshita, Kaori Inoue, Ai Yamamoto, Yuko Sano, Mai Yamaguchi, Mizuho Ishida, Erika Araki, Saori Kimura, Yukiko Ebata, Saori Sakoda, Akiko Ino và Kanari Hamaguchi, Huấn luyện viên: Masayoshi Manabe.
- 2012 Olympic Games — Huy chương đồng
Erika Araki(C), Saori Kimura, Yoshie Takeshita, Yukiko Ebata, Kaori Inoue, Ai Otomo, Yuko Sano, Mai Yamaguchi, Risa Shinnabe, Saori Sakoda, Maiko Kano và Hitomi Nakamichi, Huấn luyện viên: Masayoshi Manabe.
- 2014 World Championship
Saori Kimura(C), Miyu Nagaoka, Hitomi Nakamichi, Arisa Takada, Arisa Sato, Mai Yamaguchi, Mizuho Ishida, Yuki Ishii, Risa Shinnabe, Yukiko Ebata, Saori Sakoda, Kana Ōno, Sayaka Tsutsui và Haruka Miyashita, Huấn luyện viên: Masayoshi Manabe.
- 2016 Olympic Games — Hạng 5
Saori Kimura(C), Miyu Nagaoka, Arisa Sato, Mai Yamaguchi, Yuki Ishii, Saori Sakoda, Haruka Miyashita, Kanami Tashiro, Erika Araki, Yurie Nabeya, Haruyo Shimamura and Kotoki Zayasu.